# Keith Kettleborough
Keith Frank Kettleborough (* 29. Juni 1935; † 2. November 2009 in Rotherham) war ein englischer Fußballspieler und -trainer.

## Sportlicher Werdegang
Kettleborough spielte in seiner Jugend neben Fußball auch Cricket. Nachdem er seinen Wehrdienst absolviert hatte, schloss er sich im Dezember 1955 Rotherham United an, wo er schnell in die in der Second Division antretende Wettkampfmannschaft aufrückte. Beim Zweitligisten, der vornehmlich im unteren Tabellendrittel gegen den Abstieg kämpfte, etablierte er sich zwei Jahre später als Stammspieler in der Offensive und machte alsbald auf sich aufmerksam.
Im Dezember 1960 wechselte Kettleborough für 15.000 Pfund Sterling zum Ligakonkurrenten Sheffield United, in seinem letzten Spiel für seinen alten Klub zog er nach einer verpassten Großchance und den anschließenden Schmähungen der Anhänger seine Hose herunter. Mit seinem neuen Verein stieg er am Saisonende in die First Division auf. Zudem erreichte er mit der Mannschaft das Halbfinale im FA Cup 1960/61, in dem sie erst im zweiten Wiederholungsspiel an Leicester City scheiterte. Mit dem Klub etablierte er sich in der höchsten Spielklasse, nach Problemen mit Trainer John Harris verkaufte dieser ihn im Januar 1966 an Newcastle United.
Im Sommer 1966 gehörte Kettleborough, der bis dahin kein Länderspiel bestritten hatte, zum 40 Spieler umfassenden vorläufigen Kader der englischen Nationalmannschaft für das Weltmeisterschaftsturnier 1966 im eigenen Land. Letztlich gehörte er jedoch nicht zum 22 Spieler umfassenden Aufgebot, mit dem Trainer Alf Ramsey den Titel gewann.
Im Dezember 1966 folgte Kettleborough einem Angebot des Drittligisten Doncaster Rovers und wurde in der Third Division Spielertrainer des abstiegsbedrohten Klubs. Nach dem Abstieg im Sommer 1967 musste er den Trainerposten räumen, verblieb aber zunächst als Spieler. Innerhalb der Fourth Division wechselte er im November des Jahres zum FC Chesterfield. Im Sommer 1969 wechselte er in den Non-League Football zu Matlock Town, wo er ebenfalls als Spielertrainer tätig war und später seine aktive Karriere beendete.
Zeitweise hatte Kettleborough parallel zu seiner Fußballkarriere professionell Cricket in der Yorkshire League gespielt.
Nach seinem Karriereende betrieb Kettleborough zeitweise ein Milchgeschäft und war als Hausmeister einer Privatschule tätig. Er starb im Herbst 2009 im Alter von 74 Jahren in seiner Heimatstadt Rotherham.